# کارلیندا
کارلیندا (به پرتغالی: Carlinda) یک منطقهٔ مسکونی در برزیل است که در ماتو گروسو واقع شده‌است. کارلیندا ۱۰٬۱۹۹ نفر جمعیت دارد.